# Vouvant
Vouvant és un municipi francès situat al departament de Vendée i a la regió de País del Loira. L'any 2007 tenia 805 habitants.

## Demografia

### Població
El 2007 la població de fet de Vouvant era de 805 persones. Hi havia 326 famílies de les quals 102 eren unipersonals (53 homes vivint sols i 49 dones vivint soles), 114 parelles sense fills, 106 parelles amb fills i 4 famílies monoparentals amb fills.
La població ha evolucionat segons el següent gràfic:
Habitants censats

### Habitatges
El 2007 hi havia 496 habitatges, 331 eren l'habitatge principal de la família, 137 eren segones residències i 28 estaven desocupats. 473 eren cases i 23 eren apartaments. Dels 331 habitatges principals, 246 estaven ocupats pels seus propietaris, 79 estaven llogats i ocupats pels llogaters i 6 estaven cedits a títol gratuït; 1 tenia una cambra, 11 en tenien dues, 55 en tenien tres, 97 en tenien quatre i 167 en tenien cinc o més. 233 habitatges disposaven pel capbaix d'una plaça de pàrquing. A 162 habitatges hi havia un automòbil i a 140 n'hi havia dos o més.

### Piràmide de població
La piràmide de població per edats i sexe el 2009 era:
| Homes | Edats   | Dones |
| ----- | ------- | ----- |
| 4     | 95 o +  | 0     |
| 8     | 90 a 94 | 20    |
| 16    | 85 a 89 | 28    |
| 12    | 80 a 84 | 16    |
| 28    | 75 a 79 | 40    |
| 36    | 70 a 74 | 52    |
| 12    | 65 a 69 | 20    |
| 16    | 60 a 64 | 32    |
| 8     | 55 a 59 | 8     |
| 36    | 50 a 54 | 24    |
| 12    | 45 a 49 | 20    |
| 32    | 40 a 44 | 24    |
| 36    | 35 a 39 | 44    |
| 24    | 30 a 34 | 24    |
| 20    | 25 a 29 | 12    |
| 12    | 20 a 24 | 12    |
| 16    | 15 a 19 | 28    |
| 24    | 10 a 14 | 32    |
| 20    | 5 a 9   | 16    |
| 16    | 0 a 4   | 16    |

## Economia
El 2007 la població en edat de treballar era de 440 persones, 336 eren actives i 104 eren inactives. De les 336 persones actives 319 estaven ocupades (166 homes i 153 dones) i 16 estaven aturades (4 homes i 12 dones). De les 104 persones inactives 35 estaven jubilades, 37 estaven estudiant i 32 estaven classificades com a «altres inactius».

### Ingressos
El 2009 a Vouvant hi havia 350 unitats fiscals que integraven 781 persones, la mediana anual d'ingressos fiscals per persona era de 16.425 €.

### Activitats econòmiques
Dels 50 establiments que hi havia el 2007, 1 era d'una empresa alimentària, 3 d'empreses de fabricació d'altres productes industrials, 3 d'empreses de construcció, 13 d'empreses de comerç i reparació d'automòbils, 2 d'empreses de transport, 7 d'empreses d'hostatgeria i restauració, 2 d'empreses financeres, 3 d'empreses immobiliàries, 4 d'empreses de serveis, 11 d'entitats de l'administració pública i 1 d'una empresa classificada com a «altres activitats de serveis».
Dels 13 establiments de servei als particulars que hi havia el 2009, 1 era una oficina bancària, 3 tallers de reparació d'automòbils i de material agrícola, 1 paleta, 2 fusteries, 1 perruqueria, 2 restaurants i 3 agències immobiliàries.
Dels 4 establiments comercials que hi havia el 2009, 1 era una botiga de més de 120 m², 1 una fleca, 1 una botiga d'equipament de la llar i 1 una sabateria.
L'any 2000 a Vouvant hi havia 30 explotacions agrícoles que ocupaven un total de 836 hectàrees.

## Equipaments sanitaris i escolars
L'únic equipament sanitari que hi havia el 2009 era una farmàcia.
El 2009 hi havia una escola elemental.

## Poblacions més properes
El següent diagrama mostra les poblacions més properes.